# Amt Creuzburg
Amt Creuzburg ist eine Stadt im thüringischen Wartburgkreis, die zum 31. Dezember 2019 durch den Zusammenschluss der Stadt Creuzburg und der Gemeinden Ebenshausen und Mihla entstanden ist. Sie ist die größte Mitgliedsgemeinde und gleichzeitig Sitz der Verwaltungsgemeinschaft Hainich-Werratal.

## Geografie

### Geografische Lage
Das Stadtgebiet liegt im Westen von Thüringen zwischen den Landschaftsräumen des Ringgau im Westen und des Hainich im Osten. Südlich beginnen die Ausläufer des Thüringer Waldes und im Norden schließt sich das Eichsfeld an. Das Stadtgebiet wird von der Werra durchflossen, die es von Süden nach Norden durchquert. Das markante Durchbruchstal der Werra zwischen Creuzburg und Buchenau mit den angrenzenden Naturschutzgebieten Klosterholz und Nordmannssteine sowie Ebenauer Köpfe und Wisch prägt das Landschaftsbild.

### Nachbargemeinden
Die Stadt grenzt, im Nordwesten beginnend, an folgende Städte und Gemeinden: Treffurt, Nazza, Kammerforst, Bad Langensalza, Unstrut-Hainich, Lauterbach, Eisenach, Krauthausen und Herleshausen.

### Stadtgliederung
Amt Creuzburg besteht aus den sechs Ortsteilen Buchenau, Creuzburg, Ebenshausen, Frankenroda, Mihla und Scherbda. Zum Stadtgebiet gehören außerdem das ehemalige Stiftsgut Wilhelmsglücksbrunn, die Kleinsiedlungen Ebenau, Freitagszella und Hahnroda sowie das Gut Probsteizella.

## Geschichte
Der Beschluss zum Zusammenschluss der Stadt Creuzburg mit den Gemeinden Ebenshausen und Mihla wurde im Oktober 2018 gefasst. Dabei einigte man sich auf den Namen Amt Creuzburg, in Anlehnung an das historische Amt Creuzburg im Herzogtum Sachsen-Eisenach, wobei die Bezeichnung Amt hier keine kommunalrechtliche Bedeutung hat. Das Zweite Thüringer Gesetz zur freiwilligen Neugliederung kreisangehöriger Gemeinden im Jahr 2019 wurde am 12. September 2019 vom Thüringer Landtag beschlossen und trat am 31. Dezember 2019 in Kraft.
Zum 1. Januar 2024 trat die Gemeinde Frankenroda der Stadt Amt Creuzburg bei.

### Einwohnerentwicklung
- 2019: 4.748
- 2020: 4.705
- 2021: 4.658
- 2022: 4.628
- 2023: 4.912
- 2024: 4.910

## Politik

### Stadtrat
Die Stadtratswahl am 26. Mai 2024 führte zu folgendem Ergebnis:
| Partei / Liste | Stimmenanteil | Sitze |
| CDU            | 31,2 %        | 6     |
| SPD            | 13,8 %        | 3     |
| AfD            | 18,3 %        | 4     |
| UWG/BfE/FWG*   | 36,8 %        | 7     |

* Unabhängige Wählergemeinschaft/Bürger für Ebenshausen/Freie Wähler

### Bürgermeister
Bei der Bürgermeisterwahl am 28. Juni 2020 erreichten der ehemalige Bürgermeister von Creuzburg, Ronny Schwanz (CDU), sowie der ehemalige Bürgermeister von Mihla, Rainer Lämmerhirt (UWG), die Stichwahl. Diese entschied Lämmerhirt für sich; er erhielt 56,5 % der Stimmen.

### Wappen
| | Blasonierung: „In Blau eine fünffach gezinnte, mit einer wachsenden grünen Linde belegte, silberne Mauer, darauf mittig ein goldenes lateinisches Kreuz, welches von einer silbernen Balkenwaage mit goldenen Waagschalen an silbernen Bändern umgeben ist.“ |
| Wappenbegründung: Das Wappen wurde am 21. Juni 2021 durch das Thüringer Landesverwaltungsamt genehmigt. | |

### Flagge
Die Flagge der Stadt Amt Creuzburg ist Blau – Weiß gespalten und trägt das Gemeindewappen.

### Dienstsiegel
Das Dienstsiegel trägt die Umschrift im oberen Halbbogen „THÜRINGEN“, im unteren Halbbogen „Stadt Amt Creuzburg“ und zeigt das Gemeindewappen.

## Kultur und Sehenswürdigkeiten

### Bauwerke

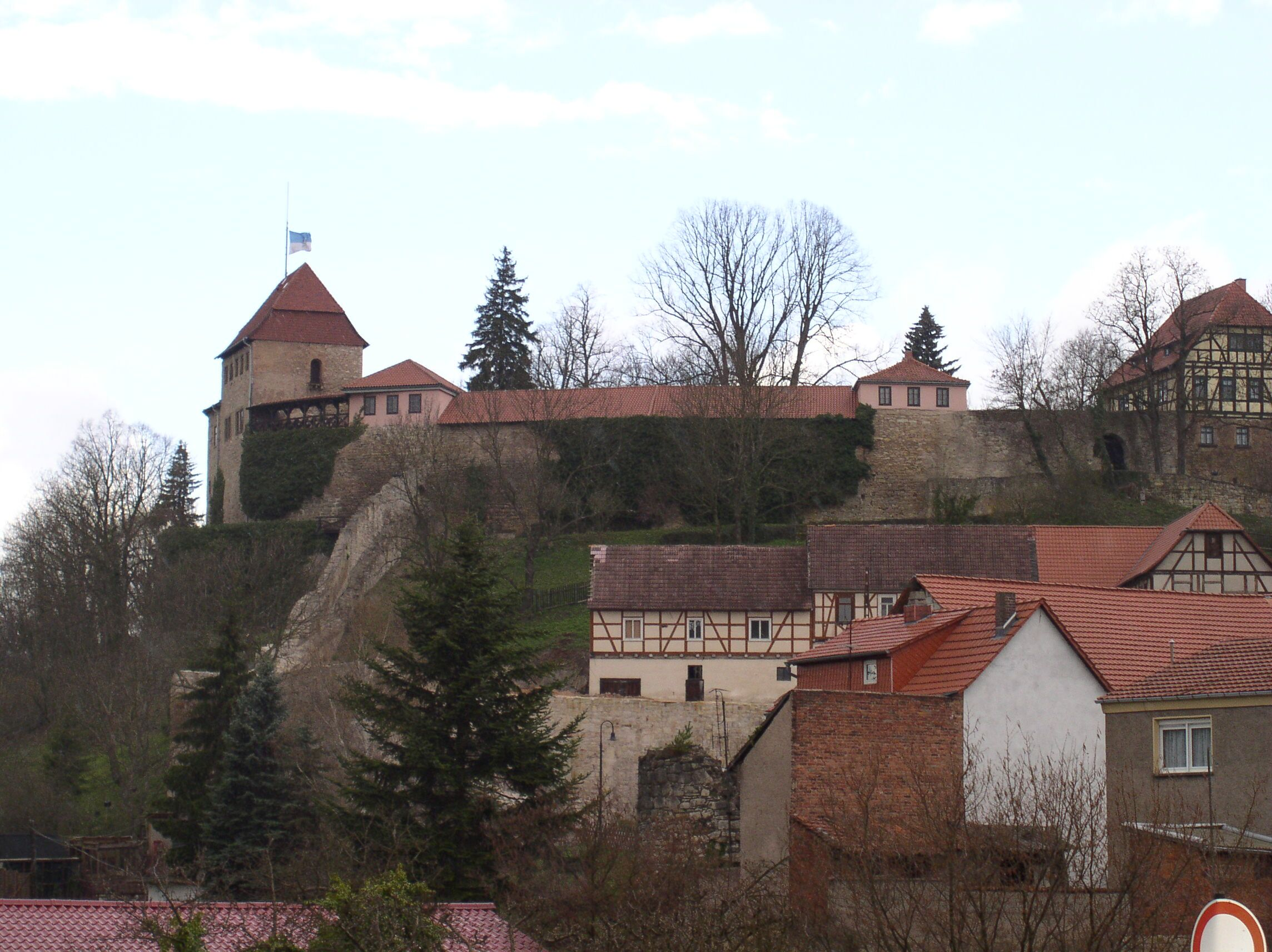
Burg Creuzburg
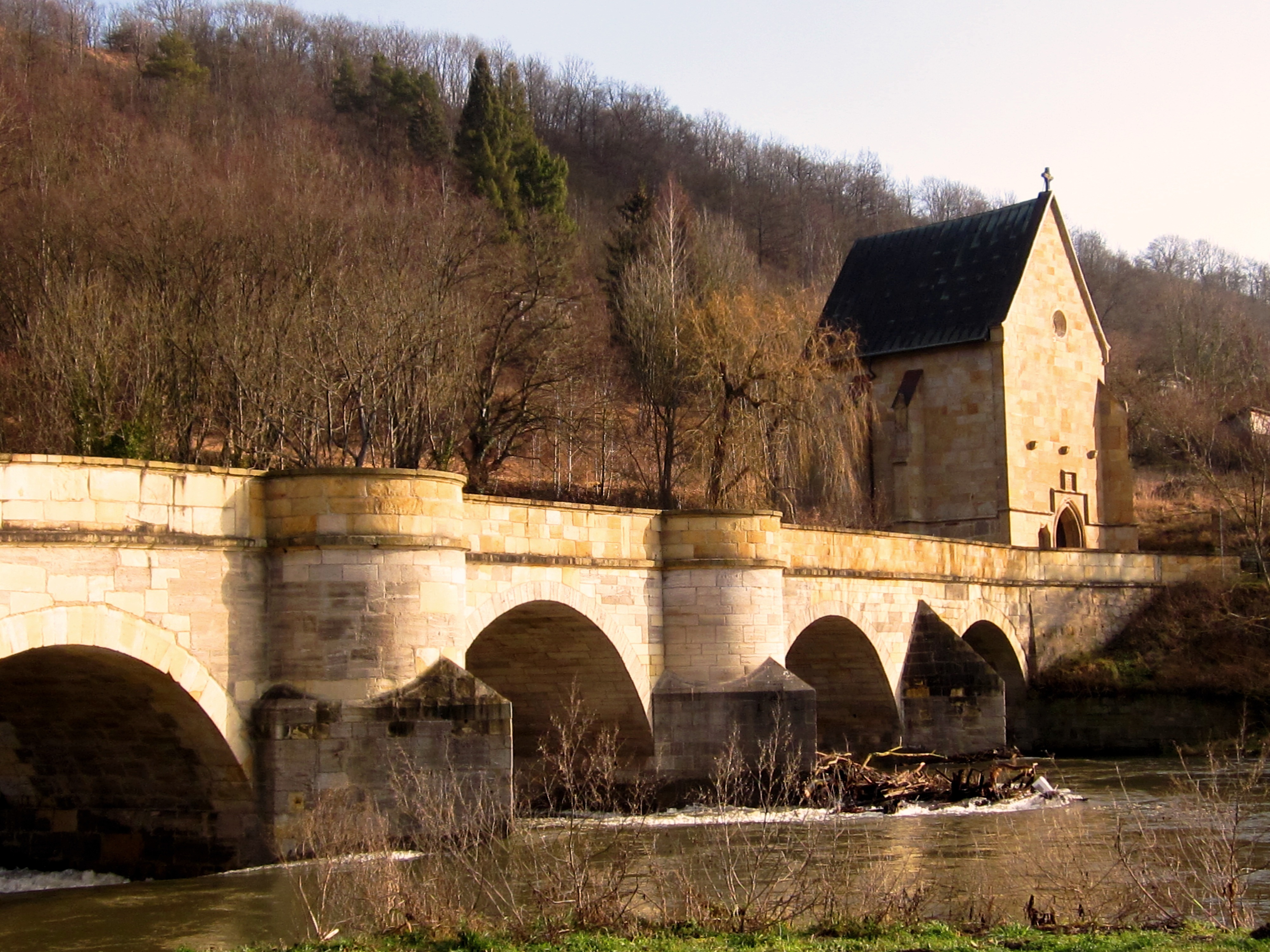
Liboriuskapelle und Werrabrücke Creuzburg
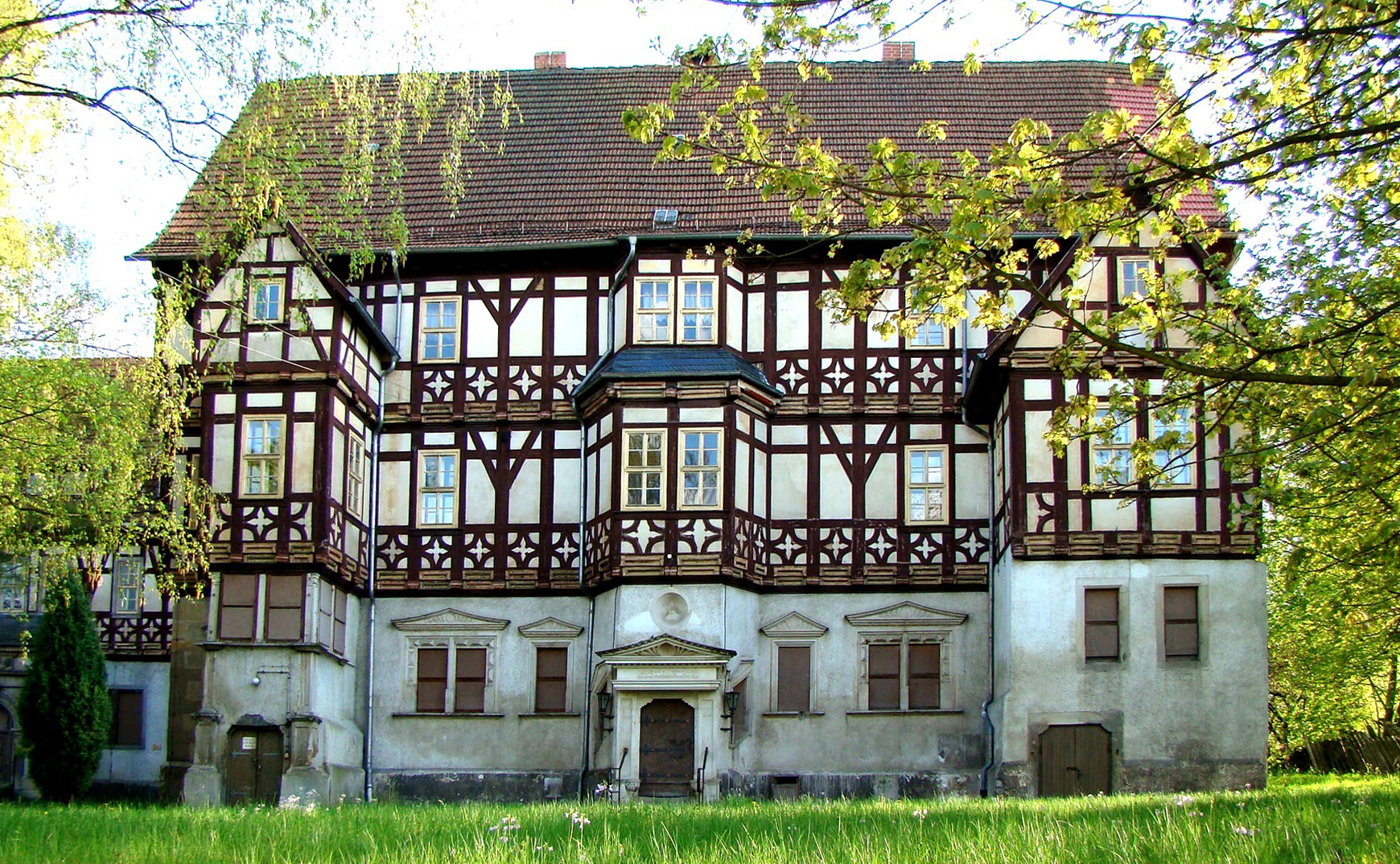
Rotes Schloss Mihla
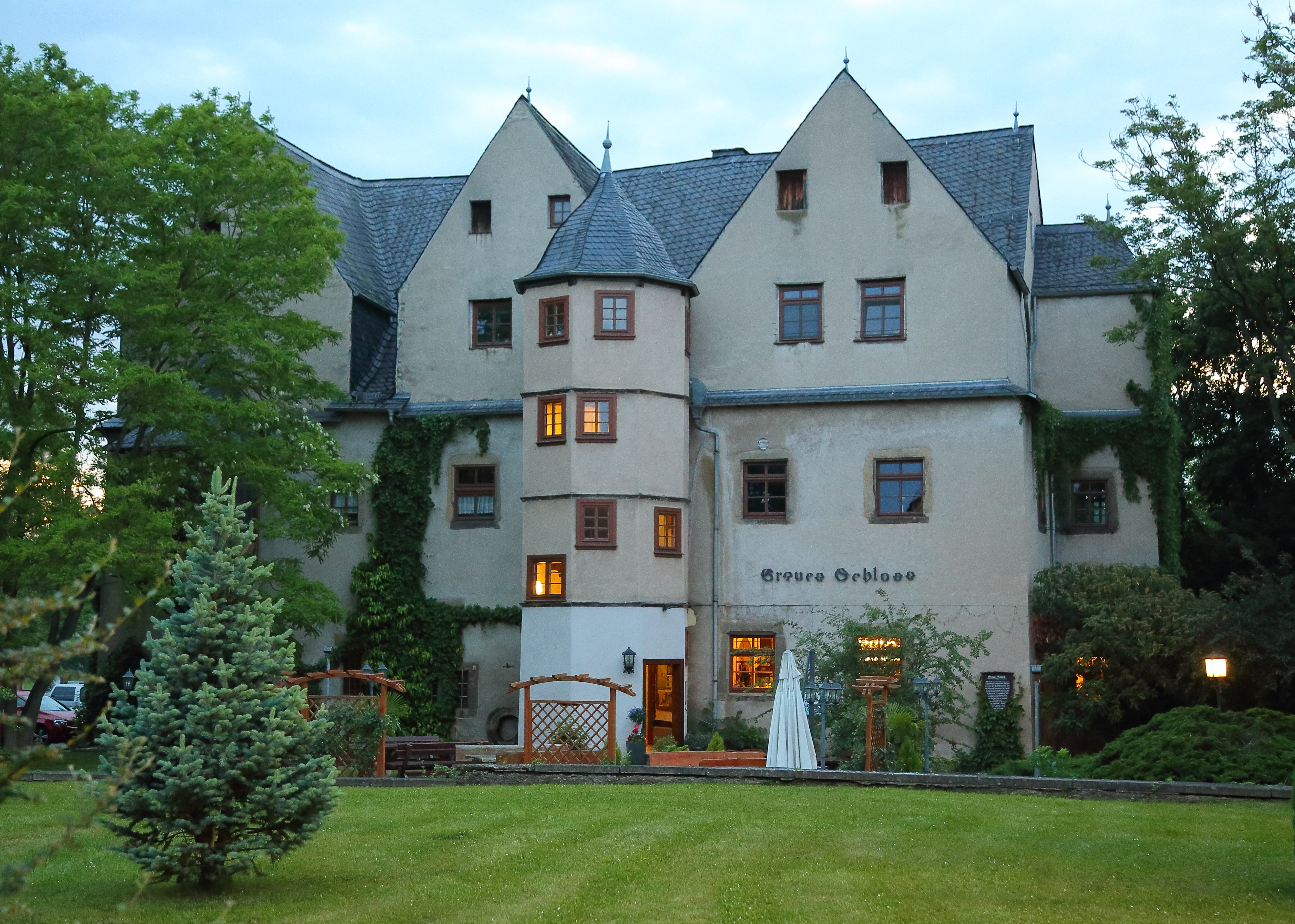
Graues Schloss, Mihla
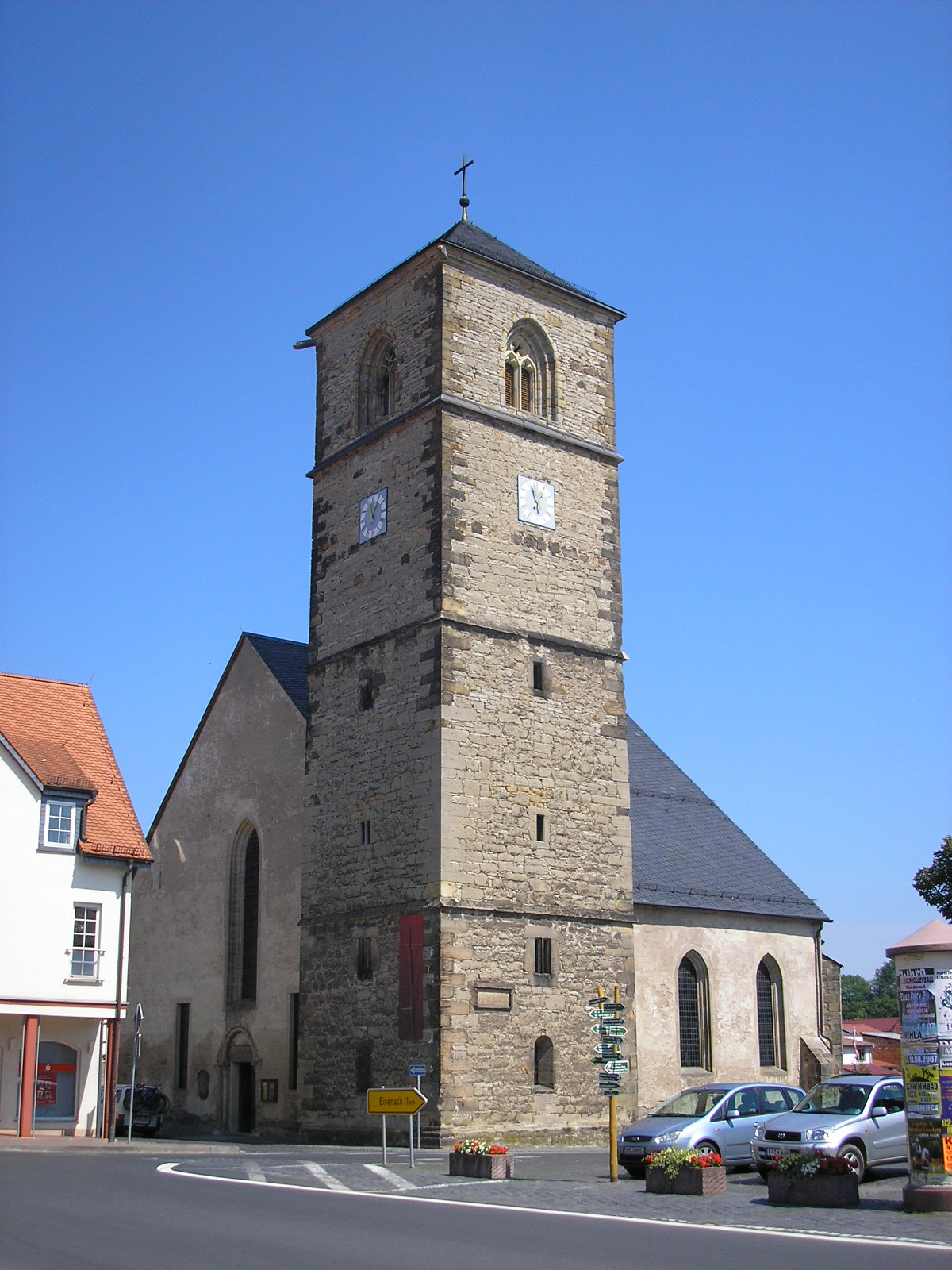
Nikolaikirche (Creuzburg)
- St. Martin (Mihla)

- Burg Creuzburg
- Liboriuskapelle und Werrabrücke
- Rotes Schloss
- Graues Schloss
- Nikolaikirche Creuzburg

## Verkehr
Amt Creuzburg liegt nördlich von Eisenach an der Bundesstraße 7 (Kassel–Eisenach) wenige Kilometer nördlich der Anschlussstelle 39 Eisenach-West der A 4. Von ihr geht im Westen des Gemeindegebiets die Bundesstraße 250 ab, die nördlich nach Treffurt und Wanfried führt. Weitere Landes- und Kreisstraßen ergänzen das Straßennetz, wobei insbesondere die Landesstraße 1016 von Bedeutung ist, die durch Mihla führt und Eisenach mit Mühlhausen/Thüringen verbindet.
Der nächste Anschluss an den Schienenverkehr befindet sich am Eisenacher Hauptbahnhof bzw. in Eisenach-Hörschel an der Bahnstrecke Halle–Bebra. Durch das Gemeindegebiet führt die stillgelegte Trasse der Bahnstrecke Schwebda–Wartha, die einst Creuzburg, Buchenau, Mihla, Ebenshausen und Frankenroda tangierte und die Orte mit Eisenach im Süden sowie Treffurt, Mühlhausen und Eschwege in nördlicher Richtung verband. Die Bahnhofsgebäude in Frankenroda, Mihla und Creuzburg sind als Zeugnisse dieser Eisenbahnlinie erhalten.
Größtenteils auf der ehemaligen Bahnstrecke trassiert, verbindet der Werratal-Radweg die im Werratal gelegenen Stadtteile Creuzburg, Buchenau, Mihla, Ebenshausen und Frankenroda miteinander.

## Nachweise
1. ↑  Bevölkerung der Gemeinden vom Thüringer Landesamt für Statistik (Hilfe dazu).
2. ↑  Die Einheitsgemeinde im Werratal soll Namen Stadt Amt Creuzburg erhalten – Artikel der Thüringischen Landeszeitung vom 9. Februar 2019, aufgerufen am 23. Oktober 2019
3. ↑  Zweites Thüringer Gesetz zur freiwilligen Neugliederung kreisangehöriger Gemeinden im Jahr 2019 und zur Anpassung gerichtsorganisatorischer Vorschriften im Thüringer Gesetz- und Verordnungsblatt Nr. 11/2019 vom 18. Oktober 2019, S. 385 ff., abgerufen am 23. Oktober 2019
4. ↑  Thüringer Gesetz- und Verordnungsblatt Nr. 15/2023 vom 22. Dezember 2023, S. 347 ff., abgerufen am 22. Dezember 2023
5. ↑  Thüringer Landesamt für Statistik: Gemeinderatswahl 2024 – Endgültiges Ergebnis Amt Creuzburg, abgerufen am 27. Mai 2024
6. ↑  Thüringer Landesamt für Statistik: Bürgermeisterwahlen 2020 Amt Creuzberg
7. 1 2 3  § 2 der Hauptsatzung der Stadt Amt Creuzburg (PDF; 689 kB).